# Казанская столбовая часовня (Уфа)
Казанская столбовая часовня (Казанско-Богородская часовня) — уничтоженная православная часовня Казанской иконы Божией Матери на месте встречи крестного хода 7 июля с Богородско-Уфимской иконой Божией Матери из Богородско-Уфимского храма села Богородского (ныне — Инорс) в Воскресенский кафедральный собор города Уфы.
Ныне приблизительно на её месте установлен памятник героям Октябрьской революции и Гражданской войны в сквере Борцам Революции, напротив здания Всесоюзного производственного объединения «Союзнефтеавтоматика» по улице 50 лет Октября, 24 / 8 Марта, 1.

## Описание
Кирпичная.

## История
Точная дата постройки неизвестна: предположительно, в начале (в первой половине) XIX века на Старо-Сибирском тракте (ныне — проспект Октября) на возвышенности у места остановок и молебнов во время крестного хода 7 июля из села Богородского (ныне — Инорс).
Разрушена в 1920-е годы. В 1960-е годы (по воспоминаниям очевидцев) были ещё заметны остатки часовни.

## Галерея

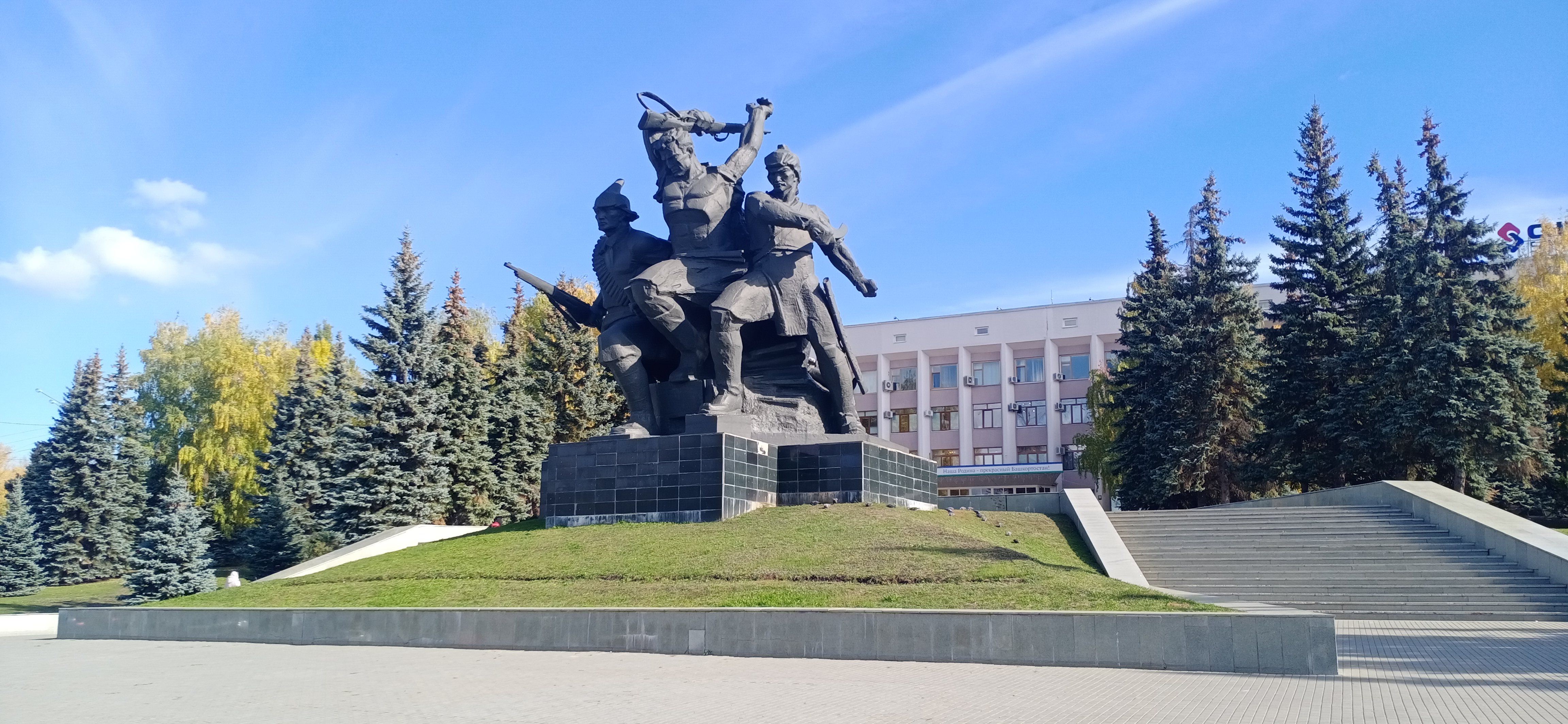
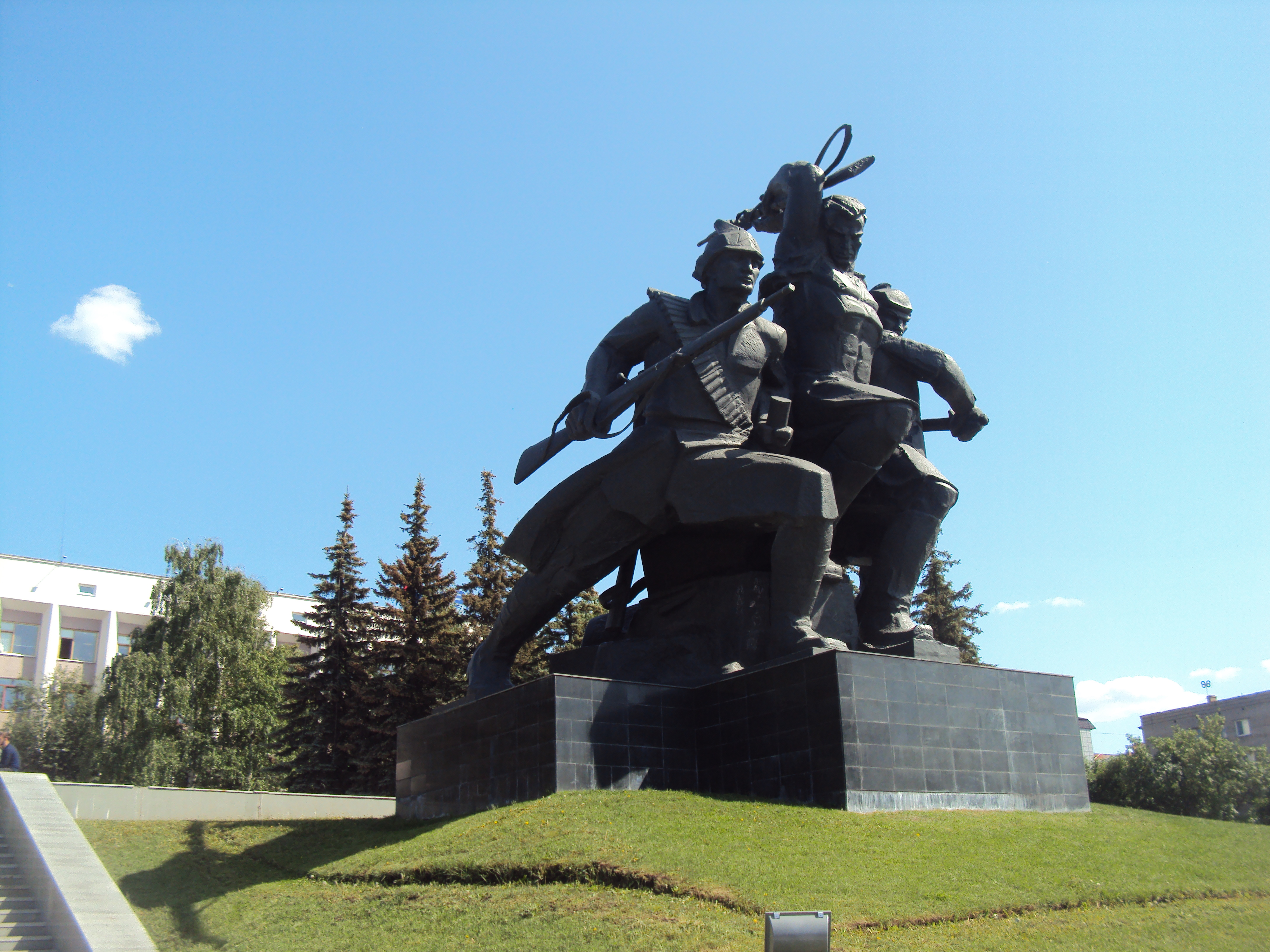
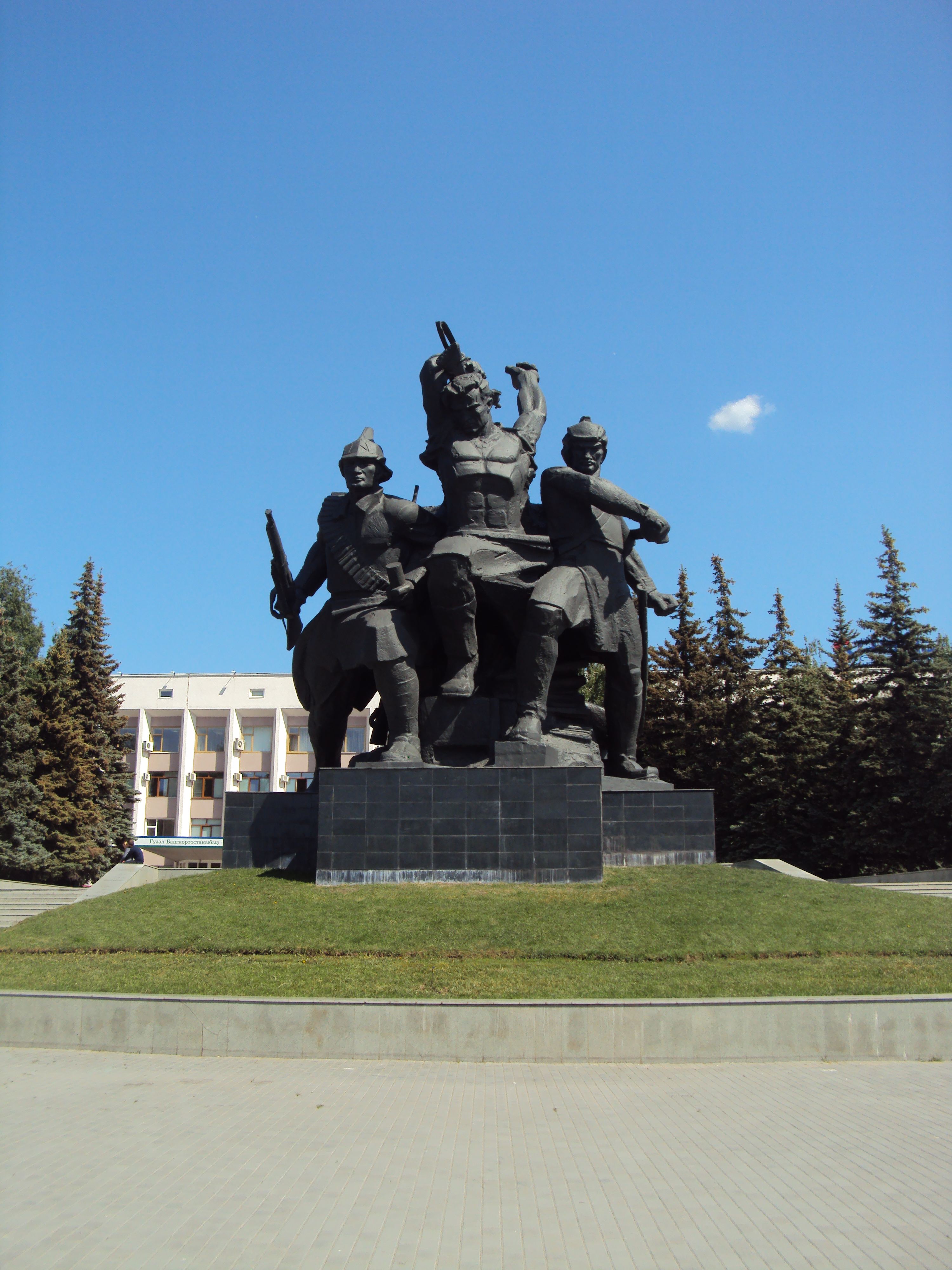